# The End (David & the Citizens)
"The End" är en sång av David Fridlund. Den spelades in av David & the Citizens för deras andra studioalbum Until the Sadness Is Gone 2003 och utgavs också som singel den 24 september 2003. Både singeln och albumet gavs ut på Adrian Recordings.
"The End" producerades av David & the Citizens och Jens Lindgård och spelades in i Gula studion. Som B-sida valdes låten "Ain't No Good News". Den spelades in i bandets replokal och producerades av Conny Fridh och Fridlund. Medverkande musiker var Alexander Madsen, Fridh, Fridlund, Magnus Bjerkert, Mikael Carlsson, Lindgård och Tummel. Omslagsmålningen gjordes av Fridlund och singeln designades av Jörgen Dahlqvist och Bjerkert.
I mars 2004 gavs ännu en "The End"-singel ut, benämnd som "radio split single". På denna finns en omastrad remixversion av "The End" som A-sida och en cover på "Song Against Life", gjord av Plastic Mastery, som B-sida.
"The End" tog sig in på Trackslistan där den tillbringade två veckor mellan den 18 och 25 oktober 2003. Den låg som bäst på plats 16.
"The End" används i filmerna Krama mig, Om Sara och Falla vackert (alla från 2005).

## Låtlista

### 2003 års version
1. "The End" (singelversion) – 2:51
2. "Ain't No Good News" – 4:14

### 2004 års version
1. David & the Citizens  – "The End" (omastrad remix av Señorita)
2. Plastic Mastery – "Song Against Life"

## Listplaceringar
| Lista (2003) | Topplacering |
| ------------ | ------------ |
| Trackslistan | 16           |